# Pfarrkirche Oberzeiring

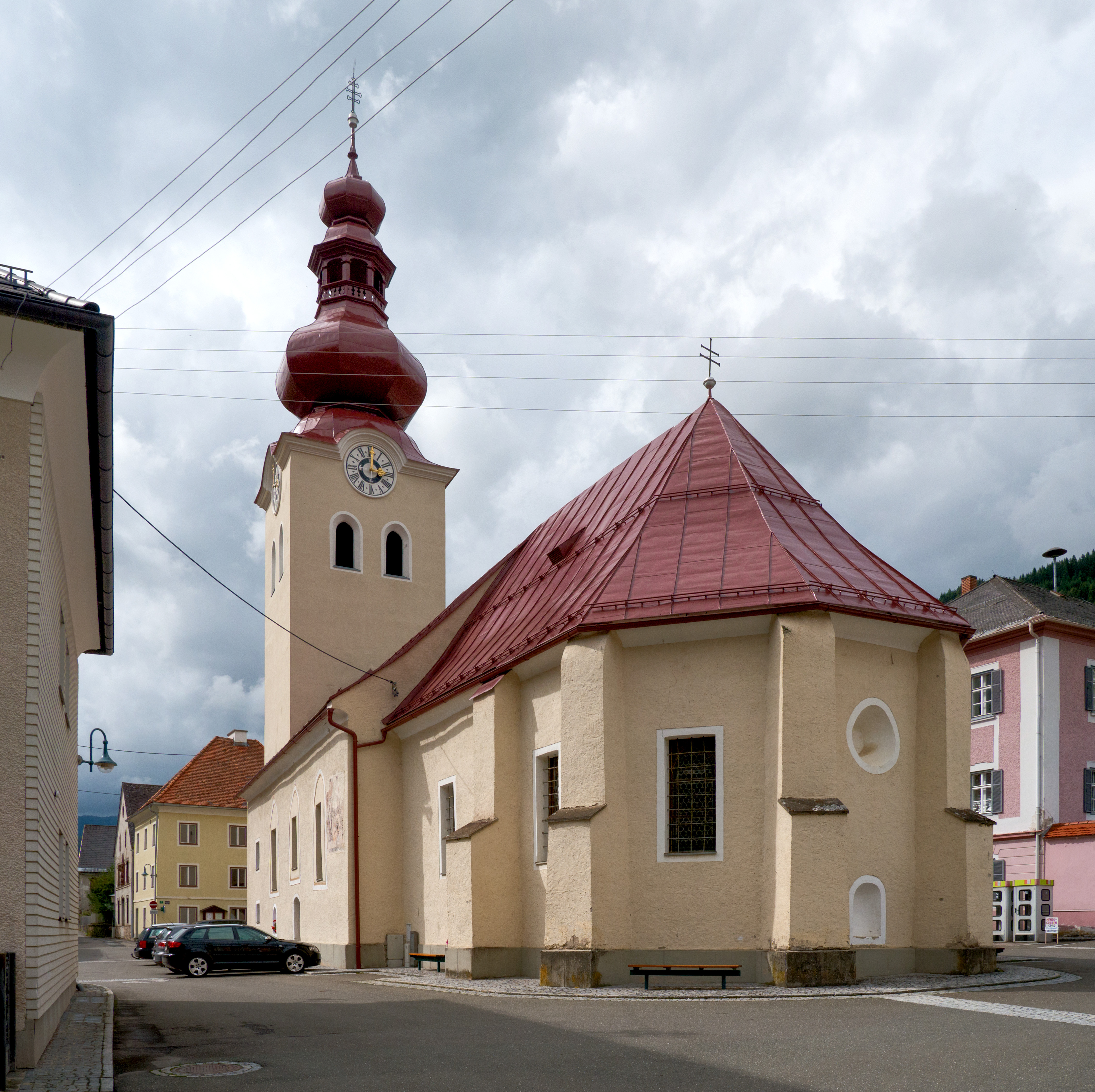
Katholische Pfarrkirche hl. Nikolaus in Oberzeiring

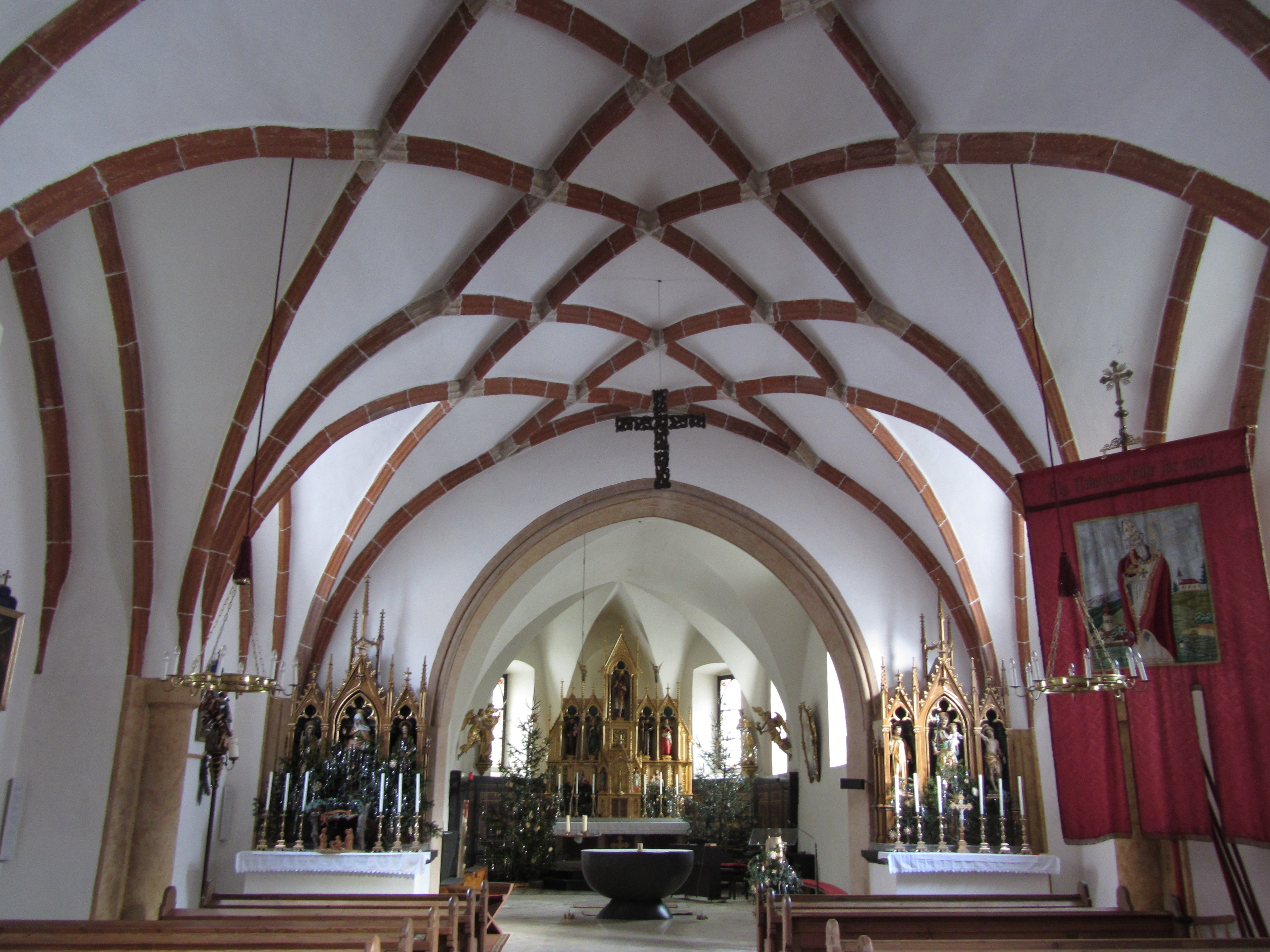
Langhaus, Blick zum Chor

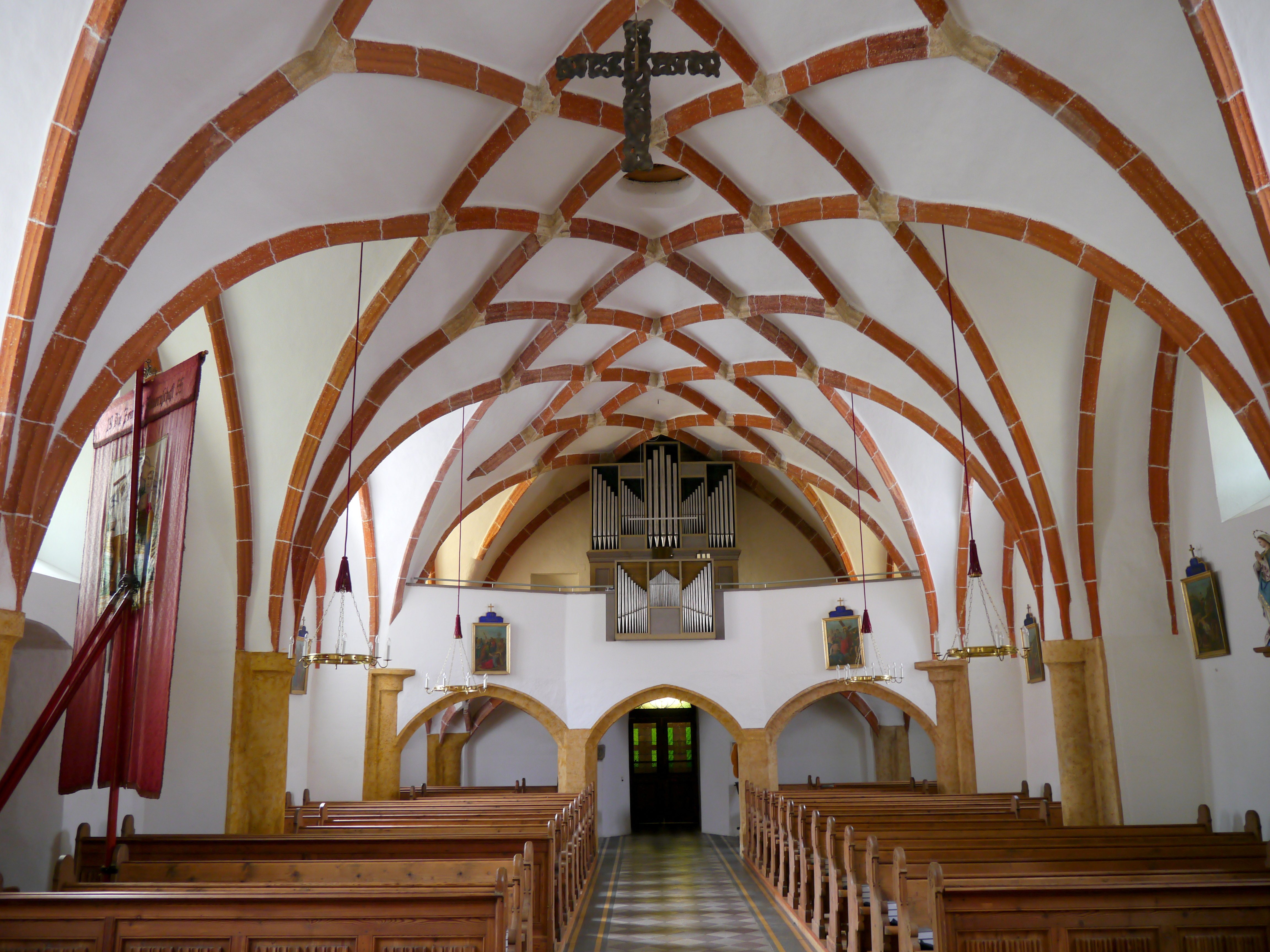
Langhaus, Blick zur Empore

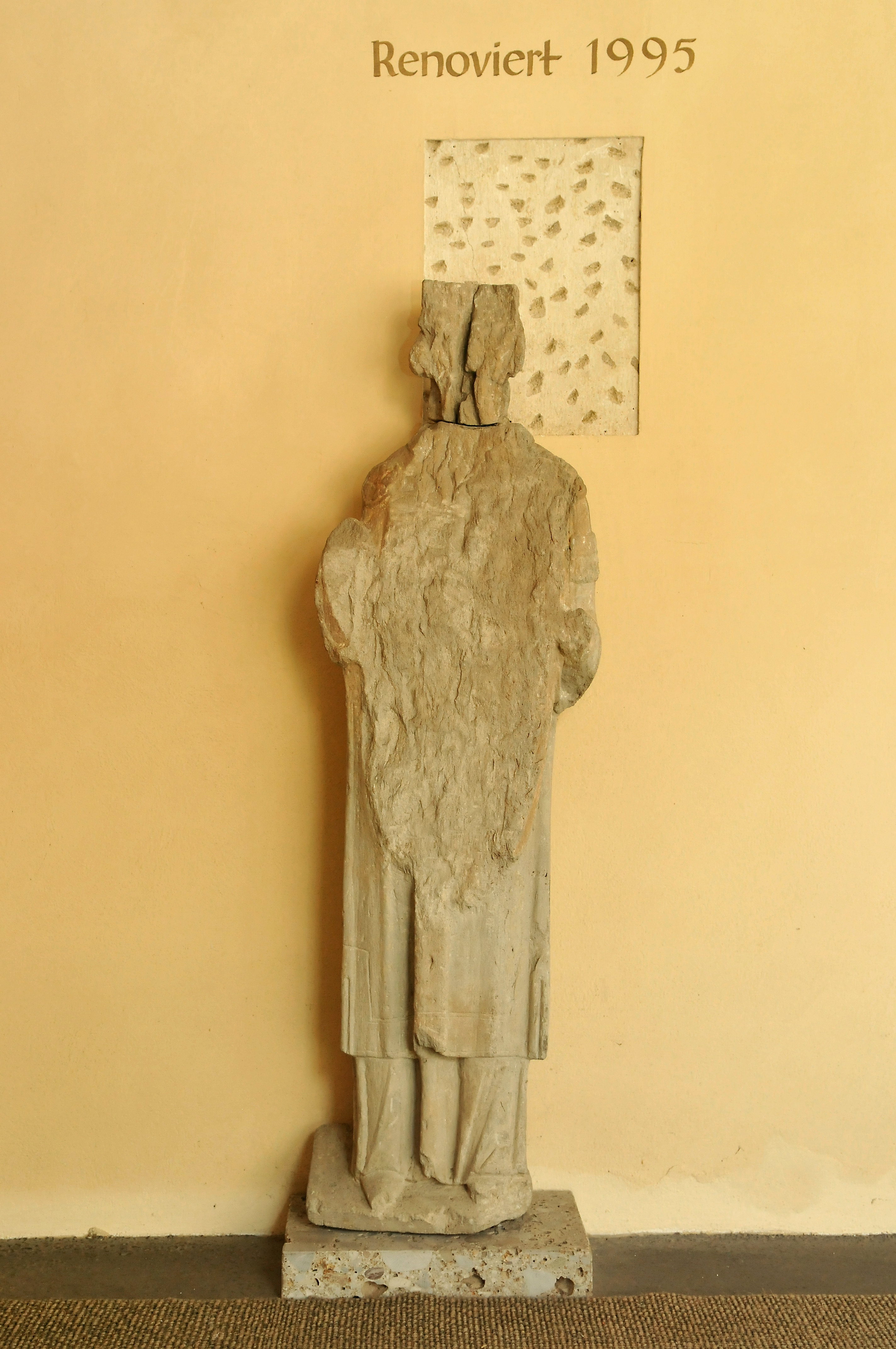
Nikolausstatue aus dem 13. Jahrhundert

Die römisch-katholische Pfarrkirche Oberzeiring steht am Marktplatz südlich der Durchgangsstraße in der Ortschaft Oberzeiring in der Marktgemeinde Pölstal im Bezirk Murtal in der Steiermark. Die dem Patrozinium des hl. Nikolaus von Myra unterstellte Pfarrkirche gehört zur Region Obersteiermark West und gehörte ehemals zum Dekanat Judenburg in der Diözese Graz-Seckau. Die Kirche steht unter Denkmalschutz (Listeneintrag).

## Geschichte
Das Kirchenschiff entstand im Kern wohl im 13. Jahrhundert, der Chor und Turm im 14. Jahrhundert. Die Wölbung des Schiffes und der Einbau der Empore erfolgten um 1500. Die Kirche wurde 1890 und 1952 außen und 1973 innen restauriert.

## Architektur
Das Langhaus zeigt sich wohl romanisch ohne Gliederung, die gotischen Strebepfeiler sind eingezogenen im Inneren. Der eingezogene Chor hat fünf äußere Strebepfeiler. Der Westturm trägt einen Doppelzwiebelhelm mit einer Laterne. Die Nordseite des Turmes zeigt ein Fresko mit dem heiligen Christophorus, geschaffen von Tuttner 1954. Nördlich des Turmes ist eine barocke Tauf- und Beichtkapelle angebaut.
Das Kircheninnere zeigt ein breit gelagertes vierjochiges Langhaus mit eingezogenen Strebepfeilern mit 3/4-Runddiensten und einem Netzrippengewölbe mit Dreiparallelrippen. Die dreiachsige Westempore auf Achteckpfeilern ist mittig zurückgesetzt und mit einem unregelmäßigen Netzrippengewölbe unterwölbt, eine Konsole zeigt zwei Wappenschildchen und ein Steinmetzzeichen. Der eingeschnürte Fronboden ist fast rundbogig. Der eingezogene einjochige Chor mit einem Gratgewölbe schließt mit einem Fünfachtelschluss, ein schulterbogiges Portal führt in die nördliche Sakristei. Die Kirche hat Rechteckfenster. 

## Einrichtung
Die Einrichtung ist neugotisch. Der Hochaltar aus 1896 entstand nach einem Entwurf vom Architekten Johann Pascher und trägt Figuren vom Bildhauer Peter Neuböck. Die zwei Seitenaltäre entstanden zeitgleich.
Das ehemalige Hochaltarbild hl. Nikolaus im Chor entstand 1703 oder 1803. Zwei barocke Statuen von Heiligen und zwei fliegende Engel mit Herz sowie die Vortragestange mit hl. Florian schuf Balthasar Prandtstätter im zweiten Viertel des 18. Jahrhunderts.
In der Taufkapelle stehen ein runder, wohl romanischer Taufstein und eine stark fragmentierte Steinstatue hl. Nikolaus wohl aus dem 13. Jahrhundert. Das Weihwasserbecken in der Turmhalle ist gotisch.
Die Orgel ist aus 1965.